# Aleksandr Aleksàndrovitx Kiríl·lov
Aleksandr Aleksàndrovitx Kiríl·lov (en rus, Александр Александрович Кириллов, nascut el 1936) és un matemàtic rus, conegut pel seu treball rus: Александр Александрович Кириллов la teoria de representacions de Grup de Lie. Kirillov va estudiar a la Universitat Estatal de Moscou on va ser alumne d'Israel Gelfand. Va ser professor en aquesta institució acadèmica fins a 1994, quan va ser nomenat professor titular a la Universitat de Pennsilvània.

## Publicacions destacades
- Kirillov, A. A.. Elements of the theory of representations. 220.  Berlín, Nova York: Springer-Verlag, 1976. ISBN 978-0-387-07476-4.
- Kirillov, A. A. «Lectures on affine Hecke algebras and Macdonald's conjectures». Bull. Amer. Math. Soc. (N.S.), 34, 3, 1997, pàg. 251–292. DOI: 10.1090/s0273-0979-97-00727-1.
- Kirillov, A. A. «Merits and demerits of the orbit method». Bull. Amer. Math. Soc. (N.S.), 36, 4, 1999, pàg. 433–483. DOI: 10.1090/s0273-0979-99-00849-6.
- Kirillov, A. A.. Lectures on the orbit method. 64.  Providence, RI: American Mathematical Society, 2004. ISBN 0-8218-3530-0..[2]